# 纳塔利娅·德卢卡斯
纳塔利娅·德卢卡斯（葡萄牙語：Natalia de Luccas，1996年9月13日—）生于圣保罗州利梅拉，是一名巴西女子游泳运动员，主攻仰泳。她在三岁时开始学习游泳。2012年加入Corinthians游泳俱乐部，期间曾在2014年南京青奥收获一枚奖牌，并参加2016年里约奥运，2016年年底，她离开Corinthians俱乐部。